# História do Cazaquistão
O Cazaquistão, é um país de vastas estepes, foi desde tempos antigos atravessados por populações nômades. No início da Era Moderna, é povoado por nômades turcos – os cazaques – caçadores e pastores, cujas tradições sociais são baseadas em uma estrutura de clã que ainda existe hoje. Esses territórios, amargamente disputados entre a Rússia e a China, acabaram com jogos de alianças e pressão militar passando sob a tutela e, em seguida, sob domínio direto da Rússia, antes de obter sua independência em 16 de dezembro de 1991.

## Antiguidade
Os primeiros habitantes do atual Cazaquistão eram os sacas, uma tribo nômade que veio das montanhas da Ucrânia no século V a.C.. Os turcos, da Mongólia dominaram a  nárea desde o século V, especialmente no sul, até que os exércitos de Gengis Cã tomaram seu lugar no século X. Após a sua morte em 1227, Gengis Cã dividiu o império entre seus dois filhos.
Os usbeques, um grupo de mongóis islamizados derrotaram os herdeiros de Gengis Cã no século XIV e ocuparam todo o território do Cazaquistão até que se separaram. Aqueles que foram ao sul fundaram o atual Uzbequistão, enquanto o norte manteve-se nômade e deu origem aos cazaques. Em 1742, em sua luta contra o povo de Oirate, os cazaques buscaram proteção russa, que a partir daquele momento iriam desempenhar um papel importante na história do Cazaquistão.

## Período soviético

Bandeira do Cazaquistão Soviético

Os russos foram gradualmente expandindo seu império e fortalecendo seu controle do Cazaquistão até 1854 quando fundaram uma fortaleza na atual cidade de Almati. Os czares oprimiram duramente os cazaques na sua busca pela independência. Os líderes que lutavam pela independência apoiaram os bolcheviques durante a Revolução Russa, que não resultou na realização de suas aspirações: o país aderiu à União das Repúblicas Socialistas Soviéticas (URSS), e no final da década de 1920 passou a "desnomadizar" os cazaques e transformá-los em agricultores às novas fazendas coletivas.
O Cazaquistão começou a ser povoado com russos de outras províncias e para servir como campos de concentração e exílio para os dissidentes, além de tornar território para testes e armazenamento de armas nucleares.
A RSSA Quirguiz, fundada em 1920, foi renomeada para República Autônoma Socialista Soviética Cazaque em 1925, quando os cazaques foram oficialmente distinguidos do Quirguistão. Embora o Império Russo reconhecesse a diferença étnica entre os grupos, chamou-os de "quirguizes" para evitar confusão entre os termos "Cazaques" e cossacos (ambos nomes originários do "homem livre" turco).
Em 1925, a capital original da República, Oremburgo, foi reincorporada em território russo e Qyzylorda tornou-se a capital até 1929. Almati (conhecida como Alma-Ata durante o período soviético), uma cidade provincial no extremo sudeste, tornou-se a nova capital em 1929. Em 1936, o território foi oficialmente separado da República Socialista Federativa Soviética da Rússia (RSFSR) e fez uma república soviética: a República Socialista Soviética Cazaque. Com uma área de 2.717.300 km2 (1.049.200 m²), a RSS Cazaque foi a segunda maior república da União Soviética.

## República do Cazaquistão

### Independência
Em 16 de dezembro de 1986, o Politburo do PCUS demitiu o primeiro secretário-geral do Partido Comunista do Cazaquistão, Dinmukhamed Konayev. Seu sucessor foi o russo Gennady Kolbin o que desencadeou manifestações contra a mudança. Os protestos foram violentamente reprimidos pelas autoridades, e "entre duas e vinte pessoas perderam a vida, e entre 763 e 1137 sofreram ferimentos. Entre 2 212 e 2 336 manifestantes foram presos". Quando Kolbin se preparava para expurgar a Liga da Juventude Comunista ele foi parado por Moscou, e em setembro de 1989 foi substituído pelo cazaque Nursultan Nazarbayev.
Em junho de 1990 Moscou declarou a soberania do governo central sobre o Cazaquistão, forçando o Cazaquistão a fazer sua própria declaração de soberania. A troca exacerbou as tensões entre os dois maiores grupos étnicos da República, que naquele momento eram numericamente iguais. Em meados de agosto, nacionalistas cazaques e russos começaram a se manifestar em torno do edifício do Parlamento do Cazaquistão na tentativa de influenciar a declaração final de soberania que está sendo elaborada; a declaração foi adotada em outubro.

### Era Nazarbayev

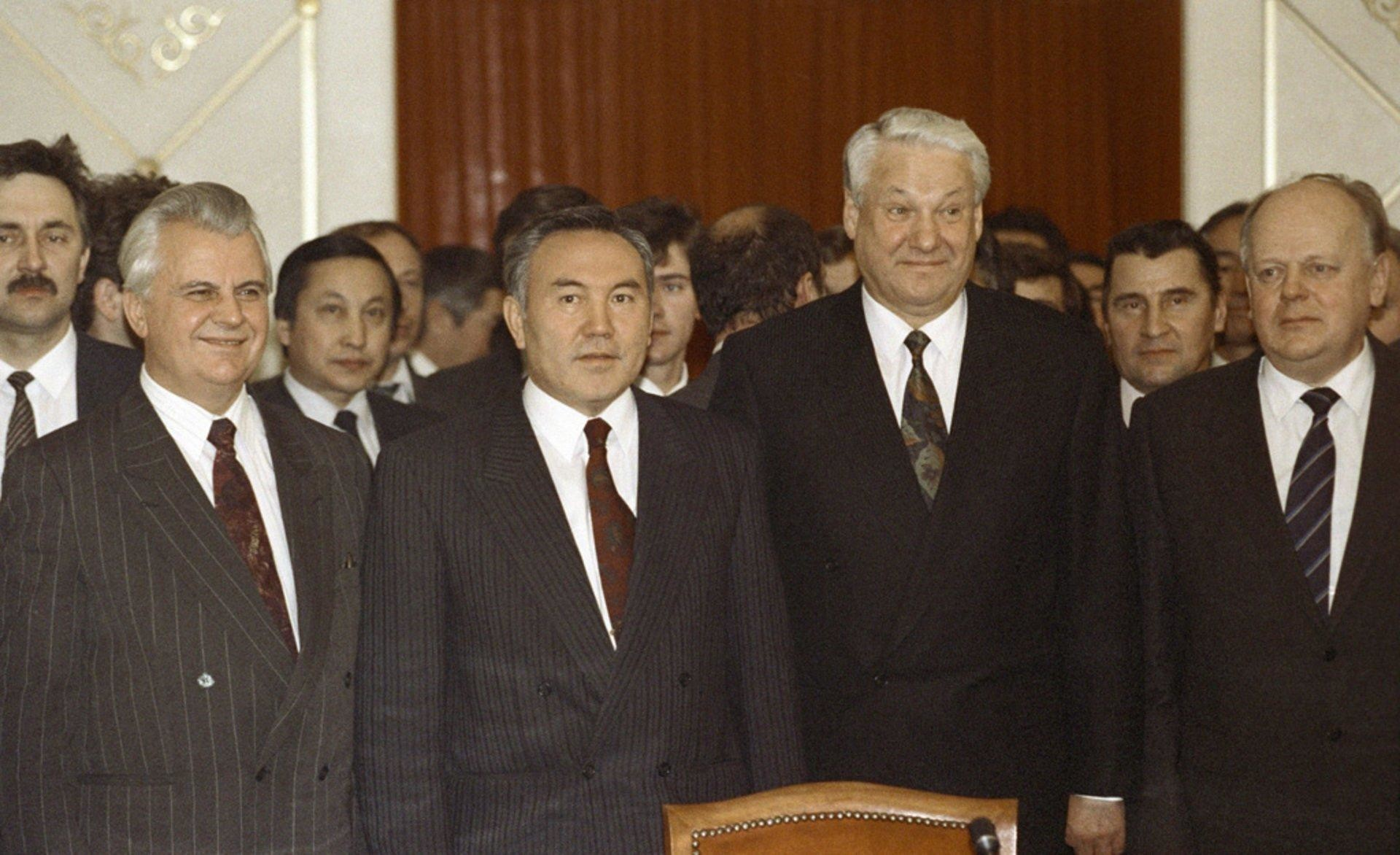
Chefes de Estado da CEI durante a assinatura do protocolo de Alma Ata.

Como outras repúblicas soviéticas na época, o Parlamento nomeou Nazarbayev seu presidente e converteu sua presidência à presidência da república. Ao contrário dos líderes das outras repúblicas soviéticas (especialmente a Lituânia, Letônia e Estônia independentes), Nazarbayev permaneceu comprometido com a União Soviética durante a primavera e o verão de 1991, em grande parte porque considerava partes da URSS muito interdependentes economicamente para poder sobreviver independentemente. No entanto, ele também lutou para controlar a riqueza mineral e o potencial industrial do Cazaquistão.
Este objetivo tornou-se particularmente importante após 1990, quando soube-se que Mikhail Gorbatchov havia negociado um acordo com a American Chevron Corporation para desenvolver o campo de petróleo Tengiz do Cazaquistão; Gorbatchov não consultou Nazarbayev até que as negociações estivessem quase concluídas. Por insistência de Nazarbayev, Moscou entregou o controle dos recursos minerais da República em junho de 1991 e a autoridade de Gorbatchov desmoronou rapidamente ao longo do ano. Nazarbayev continuou a apoiá-lo, instando outros líderes da República a assinar um tratado criando a União das Repúblicas Soberanas Soviéticas que Gorbatchov havia elaborado em uma última tentativa de manter a União Soviética unida.
Por causa da tentativa de golpe de Estado de agosto de 1991 contra Gorbatchov, o tratado sindical nunca foi implementado. Ambivalente sobre a remoção de Gorbatchov, Nazarbayev não condenou a tentativa de golpe até seu segundo dia. No entanto, ele continuou a apoiar Gorbatchov e alguma forma de união em grande parte por causa de sua convicção de que a independência seria suicídio econômico.
Ao mesmo tempo, Nazarbayev começou a preparar o Cazaquistão para maior liberdade ou independência total. Nomeou economistas e gestores profissionais para altos cargos, e procurou conselhos de especialistas em desenvolvimento estrangeiro e negócios. A proibição do Partido Comunista do Cazaquistão (PCC), que se seguiu à tentativa de golpe permitiu que Nazarbayev assumisse o controle quase completo da economia da República, mais de 90% dos quais estavam sob a direção parcial (ou completa) do governo soviético até o final de 1991. Ele solidificou sua posição vencendo uma eleição incontestável para presidente em dezembro de 1991.
Uma semana após a eleição, Nazarbayev tornou-se presidente de um Estado independente quando os líderes da Rússia, Ucrânia e Bielorrússia assinaram documentos dissolvendo a União Soviética. Ele rapidamente convocou uma reunião dos líderes dos cinco estados da Ásia Central (Cazaquistão, Quirguistão, Tajiquistão, Turcomenistão e Uzbequistão), levantando a possibilidade de uma confederação de ex-repúblicas como contrapeso aos estados eslavos da Rússia, Ucrânia e Bielorrússia. Este movimento convenceu os três presidentes eslavos a incluir o Cazaquistão entre os signatários de um documento reformulado de dissolução. A capital do Cazaquistão emprestou seu nome ao Protocolo de Alma-Ata, a declaração de princípios da Comunidade dos Estados Independentes. Em 16 de dezembro de 1991, cinco dias antes da declaração, o Cazaquistão tornou-se a última das repúblicas a proclamar sua independência.
A República seguiu o mesmo padrão político geral dos outros quatro estados da Ásia Central. Depois de declarar sua independência de uma estrutura política dominada por Moscou e pelo Partido Comunista da União Soviética (PCUS) até 1991, o Cazaquistão manteve a estrutura governamental e a maioria da liderança que havia ocupado o poder em 1990. Nazarbayev, eleito presidente da república em 1991, permaneceu no poder indiscutível cinco anos depois.
Ele deu várias medidas para garantir sua posição. A constituição de 1993 tornou o primeiro-ministro e o Conselho de Ministros responsáveis exclusivamente pelo presidente, e uma nova constituição dois anos depois reforçou essa relação. Os partidos de oposição foram limitados por restrições legais às suas atividades. Nesse quadro, Nazarbayev ganhou popularidade substancial ao limitar o choque econômico da separação da União Soviética e manter a harmonia étnica em um país diversificado com mais de 100 nacionalidades diferentes.
|                                            |  |  |
| Nazarbayev (esquerda) e Tokayev (direita). |  |  |

Em dezembro de 1994, Nazarbayev assinou o Memorando de Budapeste juntamente com a Federação Russa, o Reino Unido da Grã-Bretanha e a Irlanda do Norte e os Estados Unidos da América agindo como garantidores e, assim, desnuclearizou a nação. Os líderes da Ucrânia e da Bielorrússia também assinaram documentos semelhantes em um evento cerimonial conjunto no Patria Hall no Centro de Convenções de Budapeste.
Em 1997, a capital do Cazaquistão foi transferida de Almati para Astana, e a homossexualidade foi descriminalizada no ano seguinte.

### Pós-Nazarbayev
Em março de 2019, o presidente Nursultan Nazarbayev renunciou 29 anos após assumir o cargo. No entanto, ele continuou a liderar o influente conselho de segurança e ocupou o título formal de ''Líder da Nação''. Kassym-Jomart Tokayev sucedeu Nazarbayev como presidente do Cazaquistão. Seu primeiro ato oficial foi renomear a capital de Astana para Nur-Sultã em homenagem ao seu antecessor. 2019, o presidente interino, Kassym-Jomart Tokayev, venceu as eleições presidenciais do Cazaquistão.
Em janeiro de 2022, o presidente Kassym-Jomart Tokayev assumiu como chefe do poderoso Conselho de Segurança, removendo Nazarbayev do posto, após violentos protestos desencadeados pelo preço dos combustíveis. O presidente Kassym-Jomart Tokayev mais tarde propôs emendas constitucionais destinadas a limitar seu poder e tirar Nazarbayev de seu título formal de Líder da Nação. Os cazaques votaram mais tarde no referendo constitucional de 2022 aprovando os emendas constitucionais. Em setembro de 2022, o presidente cazaque Kassym-Jomart Tokayev anunciou que a cidade voltaria ao antigo nome Astana.